# Agabus discolor
Agabus discolor är en skalbaggsart som först beskrevs av Harris 1828.  Agabus discolor ingår i släktet Agabus och familjen dykare. Arten är reproducerande i Sverige. Inga underarter finns listade i Catalogue of Life.